# Dardanelli

Mappa che mostra la posizione dei Dardanelli (in giallo) rispetto al Bosforo (in rosso) e al mar di Marmara

Lo stretto dei Dardanelli (in turco Çanakkale Boğazı), anticamente chiamato Ellesponto (nella letteratura classica è noto come Hellespontus, Hellespontium Pelagus, Rectum Hellesponticum, o Fretum Hellesponticum), è uno stretto che collega il mar di Marmara all'Egeo e che, assieme allo stretto del Bosforo, fa da confine fra Europa e Asia.

## Descrizione
La larghezza minima dello stretto è pari a 1250 metri, mentre quella massima è di 8 km; in tutto è lungo circa 62 km. La profondità media si attesta sui 60 m, la massima 100 m. Il nome Dardanelli deriva da Dardania, l'antica terra sulla sponda asiatica dello stretto che a sua volta prende il nome da Dardano, il mitico figlio di Zeus e di Elettra.
Il nome Ellesponto, che letteralmente significa "mare di Elle", deriva invece da un altro mito: Elle, sorella di Frisso e figlia di Atamante e Nefele, durante il viaggio verso la Colchide in groppa all'ariete dal vello d'oro giunto per trarli in salvo da un sacrificio, cadde in questo braccio di mare che da allora prese nome di Ellesponto.
Lungo le coste dei Dardanelli si trovano varie antiche città: nella parte europea si trovano Eleunte, Maidos, Sesto, Gallipoli; nella parte asiatica si trovano Troia, Dardano (odierna Çanakkale), Abido, e altre.

## Storia
In virtù della sua rilevanza strategica, sono numerosi gli episodi storici correlati allo stretto dei Dardanelli.
Fra le prime vicende storiche che riguardano lo stretto, come si apprende da Erodoto, vi è il passaggio del re persiano Serse, figlio di Dario, e del suo enorme esercito nel 480 a.C., in occasione delle guerre persiane. L'attraversamento dello stretto avvenne grazie a due ponti di barche, sacrileghi per gli antichi Greci, poi distrutti da una tempesta e ricostruiti. In quell'occasione il tratto di mare subì l'ira del re persiano che gli inflisse la pena della fustigazione, nota appunto come flagellazione dell'Ellesponto.
In seguito anche Alessandro Magno attraversò lo stretto in senso opposto. Una battaglia combattuta presso i Dardanelli fu quella che nel 323 d.C. vide Crispo, figlio diciassettenne di Costantino e della prima moglie di questi, Minervina, sconfiggere e catturare Licinio. La Repubblica di Venezia si scontrò diverse volte con la flotta ottomana in particolare va menzionata la Battaglia di Gallipoli del 1416 o la Spedizione veneziana dei Dardanelli nel 1654 che sconfisse la flotta turca. Altre battaglie combattute nella zona furono la battaglia di Elli (1912) nel corso della Prima guerra balcanica e la campagna dei Dardanelli (1915-1916) nel corso della prima guerra mondiale.
Il 20 luglio 1936 con la Convenzione di Montreux, Francia, Turchia, Bulgaria, Giappone, Grecia ed Unione Sovietica, si accordano circa il nuovo regime di navigazione degli stretti (Stretto dei Dardanelli, Mar di Marmara e il Bosforo sono tutti accomunati nella denominazione di Stretti). Il principio base affermato nella Convenzione è quello di riconoscere, nel quadro della sicurezza della Turchia e degli Stati rivieraschi del Mar Nero, la completa libertà di transito delle navi mercantili di qualsiasi bandiera in tempo di pace, mentre in tempo di guerra la libertà di passaggio e navigazione per i mercantili è limitata ai Paesi non in conflitto con la Turchia, chiaramente qualora la Turchia sia uno Stato belligerante.
In tal caso il transito è permesso solo di giorno, e rispettando rotte obbligate. Per quanto riguarda invece le navi da guerra, è sancito l'obbligo di informare il Governo turco otto giorni prima del transito, e solo per le navi inferiori alle 15000 tonnellate. Possono superare tale limite solo i paesi rivieraschi del Mar Nero, purché le navi passino singolarmente. Per i sottomarini è consentito il passaggio solo se di paesi rivieraschi, e solo se costruiti ed acquistati all'estero. La Convenzione non contiene alcuna disposizione che autorizzi espressamente il transito delle navi portaerei.
Il controllo dello Stretto dei Dardanelli è stato causa scatenante e significativa della crisi all'origine della guerra fredda nel 1946. La Turchia, infatti, fu appoggiata dagli Stati Uniti d'America nel contrasto con l'Unione Sovietica.

## Mitologia
Fra i miti riguardanti i Dardanelli, oltre a quello che riguarda l'etimologia del nome dello stretto, c'è anche quello di Ero e Leandro. Più recentemente, sulle orme di quest'ultimo, ad attraversare a nuoto l'Ellesponto è stato Lord Byron.